# Victor Alexander
Victor Joe Alexander (Detroit, Míchigan, 31 de agosto de 1969) es un exbaloncestista estadounidense que disputó cinco temporadas en la NBA, y varias más alrededor del mundo. Con 2,08 metros de estatura, jugaba en la posición de ala-pívot.

## Trayectoria deportiva

### Universidad
Alexander jugó cuatro temporadas con los Cyclones de la Universidad Estatal de Iowa, donde en 1991 (año sénior) fue incluido en el mejor quinteto de la Big Eight Conference por The Associated Press y UPI, tras liderar la conferencia en anotación (23,1 puntos) y en porcentaje de tiros de campo (65,9%, récord de Iowa State), y finalizar segundo en tapones (1,7). 
En su campaña júnior también fue escogido en el primer equipo de la Big Eight (al igual que en su año sophomore, con 19,9 puntos y 8,8 rebotes) y promedió 19,7 puntos y 8,7 rebotes por encuentro. Finalizó su carrera universitaria en los Cyclones como líder histórico en porcentaje de tiros de campo (61,1%) y tapones (120), y finalizó tercero en la lista anotadora (1892 puntos, 17 por encuentro), detrás de Jeff Grayer y Barry Stevens.
En 1989, Alexander representó a Estados Unidos en las Universiadas de Duisburgo, aportando 6,2 puntos y 3.,7 rebotes, y ayudando a la selección estadounidense a conseguir la medalla de oro al vencer por 88-80 a la Unión Soviética en la final.

### Profesional
Alexander fue seleccionado en la 17.ª posición del Draft de la NBA de 1991 por Golden State Warriors, apareciendo en 80 partidos en su primera temporada en la liga y firmando 7.4 puntos y 4.2 rebotes por noche. Al año siguiente fue el sexto máximo anotador de los Warriors con 11.2 puntos y el tercer reboteador con 5.8. Tras dos notables temporadas más con Golden State, Alexander fue traspasado a Toronto Raptors junto con Carlos Rogers y los derechos de Martin Lewis, Michael McDonald y Dwayne Whitfield a cambio de B.J. Armstrong. Sin embargo, un mes después fue enviado a Cleveland Cavaliers, aunque el traspaso fue cancelado por problemas con el jugador en el reconocimiento médico, y finalmente llegó a New York Knicks. No obstante, los Knicks le cortaron antes de debutar con el equipo.
Los siguientes años los pasó por ligas de distintas partes del mundo. Su andadura en el extranjero comenzó en Argentina, jugando en 1997 en el Estudiantes de Olavarría. De manera posterior jugó en los Atléticos de San Germán de Puerto Rico, en el AEK Atenas y PAOK Salónica BC de Grecia, en el Maccabi Tel Aviv de Israel, en el TAU Cerámica y Unicaja Málaga de España, en el CSKA Moscú de Rusia, y finalmente en el Al Qadsia de Arabia Saudí, equipo en el que se retira con 35 años. En la 2001-02 militó brevemente en Detroit Pistons de la NBA, llegando a disputar 15 partidos y promediando 2.7 puntos. Participó en varias ediciones de la Euroliga y sus actuaciones en 2003 con el CSKA le valieron para formar parte del mejor quinteto de la Euroliga.

## Estadísticas de su carrera en la NBA

### Temporada regular
| Año     | Equipo       | PJ  | PT  | MPP  | %TC  | %3P  | %TL  | RPP | APP | ROB | TPP | PPP  |
| ------- | ------------ | --- | --- | ---- | ---- | ---- | ---- | --- | --- | --- | --- | ---- |
| 1991–92 | Golden State | 80  | 28  | 16.9 | .529 | .000 | .691 | 4.2 | .4  | .6  | .8  | 7.4  |
| 1992–93 | Golden State | 72  | 59  | 24.3 | .516 | .455 | .685 | 5.8 | 1.3 | .5  | .7  | 11.2 |
| 1993–94 | Golden State | 69  | 39  | 19.1 | .530 | .154 | .527 | 4.5 | 1.0 | .4  | .5  | 8.7  |
| 1994–95 | Golden State | 50  | 29  | 24.7 | .515 | .240 | .600 | 5.8 | 1.2 | .6  | .6  | 10.0 |
| 2001–02 | Detroit      | 15  | 0   | 6.5  | .353 | .000 | .500 | 1.9 | .4  | .0  | .1  | 2.7  |
| Total   | Total        | 286 | 155 | 20.1 | .518 | .286 | .634 | 4.8 | .9  | .5  | .6  | 8.9  |

##### Playoffs
| Año   | Equipo       | PJ | PT | MPP | %TC  | %3P  | %TL   | RPP | APP | ROB | TPP | PPP |
| ----- | ------------ | -- | -- | --- | ---- | ---- | ----- | --- | --- | --- | --- | --- |
| 1992  | Golden State | 4  | 0  | 6.0 | .600 | .000 | 1.000 | 1.5 | .3  | .5  | .0  | 1.8 |
| 2002  | Detroit      | 1  | 0  | 3.0 | .000 | .000 | .000  | 1.0 | .0  | .0  | .0  | 0.0 |
| Total | Total        | 5  | 0  | 5.4 | .500 | .000 | 1.000 | 1.4 | .2  | .4  | .0  | 1.4 |